# Zágra község
Zágra község (románul: Comuna Zagra) község Beszterce-Naszód megyében, Romániában. Központja Zágra, beosztott falvai Bethlenkörtvélyes, Ciblesfalva, Gaurény, Pojény.

## Népessége
A 2011-es népszámlálás adatai alapján a község népessége 3527 fő volt.